# Base Concordia

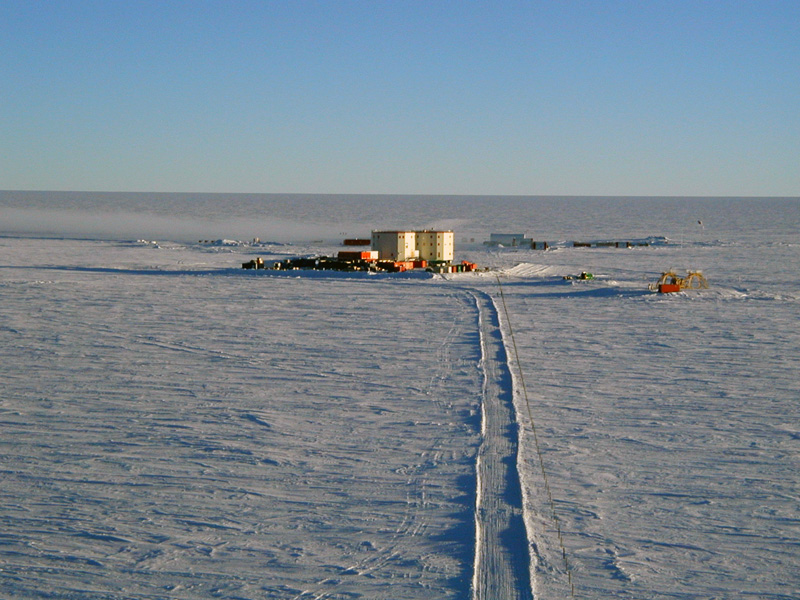
A Concordia Research Station em Dome Colade.

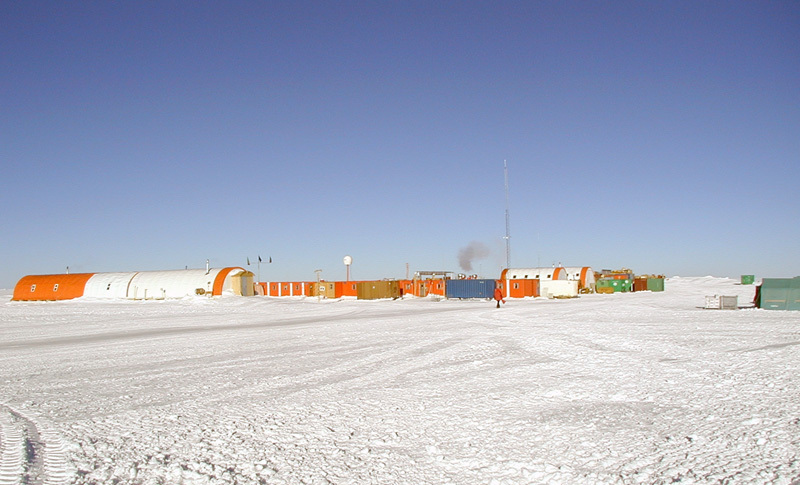
A parte principal em janeiro de 2005.

Base Concordia ou Concordia Research Station é uma base aberta em 2005, construída à altitude de 3233 m num local designado por Dome C, na Antártida.
É administrada pela França e Itália.